# Roxbury (Boston)
Pour les articles homonymes, voir Roxbury.
Roxbury est un quartier de la ville de Boston dans l'État du Massachusetts. Il fut fondé en 1630 et fut annexé par Boston en 1868.

## Histoire

### Colons

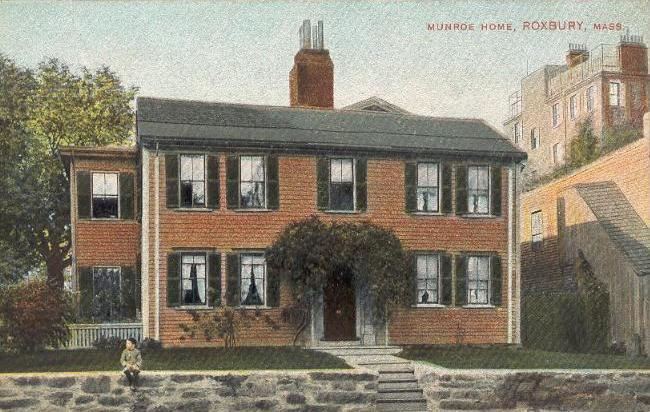
Munroe House en 1905, construite en 1683.

Les premiers colons de la colonie de Massachusetts Bay établirent une série de six villages en 1630. Le village de Roxbury a longtemps été connu pour sa géographie montagneuse et de nombreux grands affleurements de Roxbury conglomérat, qui était extrait depuis de nombreuses années et utilisé dans les fondations d'un grand nombre de maisons dans la région.
La ville est située à l'endroit où Boston a été précédemment reliée au Massachusetts continentale par un étroit isthme appelé Boston Neck ou alternativement Roxbury Neck.
Les colons de Roxbury étaient constitués à l'origine de la congrégation de la Première Église de Roxbury édifiée en 1632. Son premier pasteur est Thomas Welde, immigrant anglais du Suffolk. À cette époque, l'église a servi non seulement de lieu de culte mais aussi de lieu de rencontre pour le gouvernement. L'un des premiers dirigeants de cette église était Amos Adams, et parmi les fondateurs se trouvaient Richard Dummer et sa femme Mary. La première maison de réunion a été construite en 1632 et le bâtiment photographié ici est la cinquième maison de réunion, la plus ancienne église à ossature de bois construite à Boston par la congrégation Roxbury. En tant que congrégation membre de l'Association universaliste unitarienne, elle revendique le statut de la fondation historique avec cinq autres congrégations locales, à savoir Boston, Cambridge, Watertown, Charlestown et Dorchester le Harvard College. En outre, la première église de Roxbury a été le point de départ pour la William Dawes' Midnight Ride, le 18 avril 1775 (dans une direction différente de celle de Paul Revere) pour avertir les villes de Lexington et Concord des raids britanniques pendant la guerre d'indépendance.
1850 : début du système américain de fabrication de montres à Roxbury (Boston), Waltham Watch Company. L’American System of Manufacturing est une méthode originale de production en masse de produits standardisés aux pièces simples et interchangeables et utilisation systématique de machines-outils. L’arrivée en masse d’immigrants irlandais ou allemands fournit du personnel, qualifié ou non.

## Démographie
Au recensement de 2010, la population du quartier s'élevait à 48 454 habitants contre 41 484 au Recensement de 2000, soit une forte augmentation de 16,8 %. La population de Roxbury est mélangée, les plus nombreux sont majoritairement les Noirs (51,8 %) suivi des Hispaniques (27,5 %), les Blancs (11,2 %) et les Asiatiques très minoritaires (2,7 %). Il s'agit d'un changement sur dix ans puisqu'en 2000 les Blancs étaient la première population avec 49,1 % pour 39,1 % de Noirs et 12,8 % d'Hispaniques. Le nombre d'habitations est de 20 005 contre 17 796 en 2000 soit une augmentation de 12,4 % avec un taux d'occupation en hausse passant de 90,6 à 92,4 %.
Le revenu moyen en 2009 s'élevait à 27 740 dollars, ce qui est un faible taux avec 22,4 % de la population ayant un revenu inférieur à 10 000 dollars et 10,2 % ont un revenu compris entre 10 000 et 15 000 dollars et seulement 1,0 % supérieur à 200 000 dollars.

## Personnalités

### Naissance dans le quartier
- Alice Bradford Wiles (1853–1929), militante féminine
- Louise Imogen Guiney, (1861-1920)
- Charles Sedgwick Minot, biologiste né le 23 décembre 1852 et mort le 19 novembre 1914.
- Louis Forniquet Henderson, botaniste né le 17 septembre 1853 et mort le 1er septembre 1942.
- Alexander Hamilton Rice Jr. (1875-1956), explorateur, géographe et géologue ;
- Bob Alexander, tromboniste né le 23 novembre 1920.
- Keith Elam dit Guru, rappeur né le 17 juillet 1961 et mort le 19 avril 2010.
- Edo. G, rappeur né le 27 novembre 1970.

## Sites notables
- Fort Hill
- Roxbury Heritage State Park